# Nellingen (Ostfildern)
Nellingen (früher Nellingen auf den Fildern, schwäbisch Nällenga ['nɛleŋɐ̃]) ist ein Stadtteil von Ostfildern in Baden-Württemberg. Der Ort liegt zwischen den Ostfilderner Stadtteilen Parksiedlung und Scharnhausen sowie Denkendorf, Berkheim und Zollberg.

## Geschichte
Nellingen wurde 1120 als Nallingen erstmals erwähnt. Der Ortsadel, die Edelfreien von Nellingen, legte durch eine Stiftung an das Kloster St. Blasien den Grundstein für die spätere Propstei, die durch das Kloster St. Blasien schließlich um 1250 gegründet wurde. Vermutlich übte bereits damals Württemberg die Vogtei über die Propstei aus, doch tauschte Württemberg erst 1649 die Vogtei gegen andere Rechte St. Blasiens ein. Die Gemeinde gehörte zum Amt beziehungsweise Amtsoberamt Stuttgart und kam 1810 zum Oberamt Esslingen, aus dem 1938 der Landkreis Esslingen hervorging.
Im Zweiten Weltkrieg entstand hier mit dem Flugplatz Nellingen ein Militärflugplatz der Luftwaffe, der im Frühjahr 1945 nach Besetzung durch Amerikaner die Bezeichnung Advanced Landing Ground ALG R-94 erhielt. Die US Army nutzte ihn unter anderem als Stützpunkt von Heeresfliegern bis 1992 weiter. Seitdem ist dort der neue Stadtteil Scharnhauser Park.
Auf Nellinger Gemarkung wurde 1955 begonnen, eine neue Siedlung, die Parksiedlung, zu bauen. Diese wurde dann ein Ortsteil von Nellingen und ist seit 2006 ein eigenständiger Stadtteil von Ostfildern.
Am 1. Januar 1975 wurde Nellingen im Zuge der Gemeindereform mit Ruit auf den Fildern, Kemnat und Scharnhausen zur Gemeinde Ostfildern.

## Bauwerke

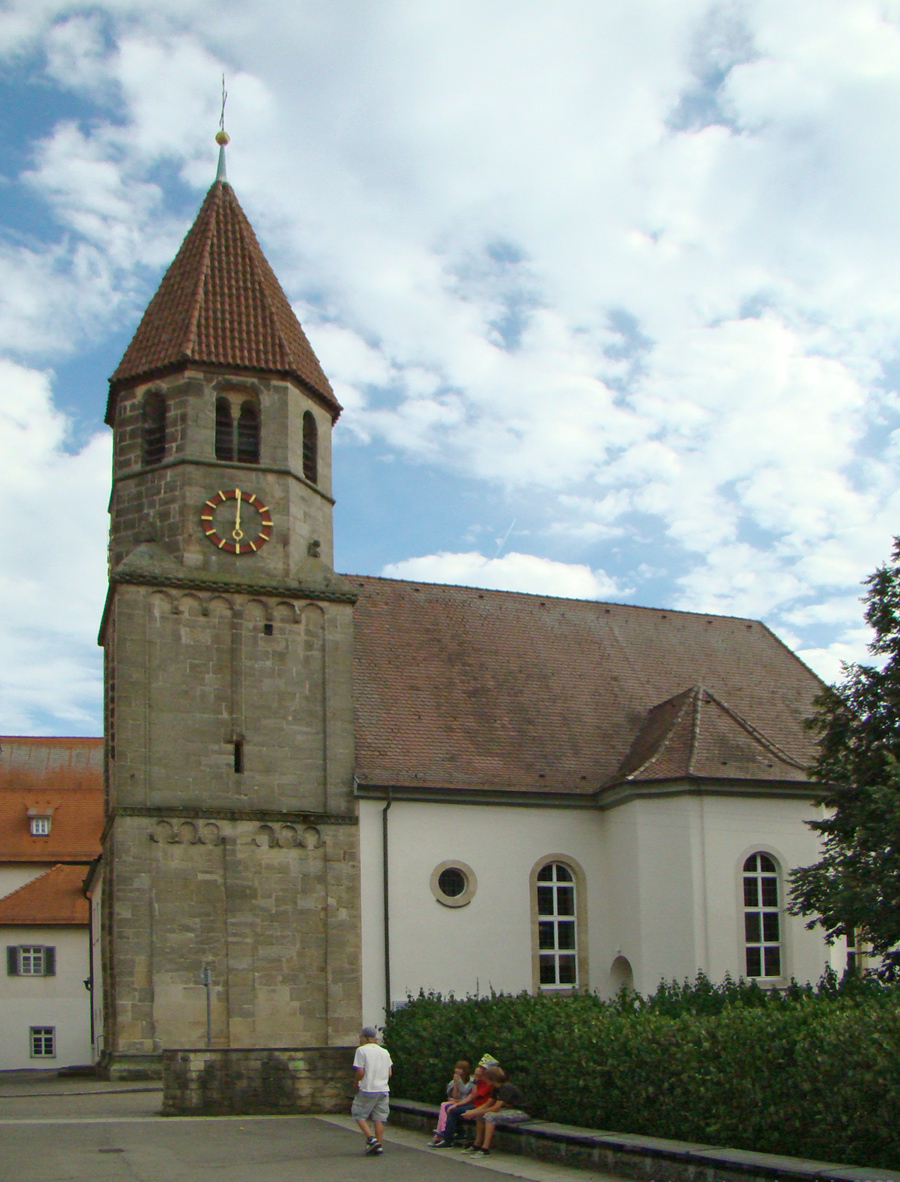
St.-Blasius-Kirche in Nellingen mit Turm aus dem 13. Jhd.

Im Südwesten des Stadtteils liegt die historische Ortsmitte, die im Wesentlichen vom Klosterhof geprägt wird. Hier hatte bis zu ihrer Aufhebung 1649 die Propstei ihren Sitz, danach war die Anlage bis 1836 württembergisches Kameralamt.
Die Mitte des Klosterhofs bildet die evangelische St.-Blasius-Kirche, deren spätromanischer Turm 1220 erbaut wurde. Der Turm hat einen viereckigen Grundriss, der sich nach oben zum Achteck verjüngt. Er gilt als ältester Kirchturm dieses Typs in Württemberg. Das Kirchenschiff wurde nach der Beschädigung des alten Gebäudes durch Sturm 1749 im Jahr 1777 erneuert. Die Kirche wurde 1926 renoviert, wobei ein Gemeindesaal angebaut wurde. Die letzte umfassende Sanierung fand 1994/95 statt. Das benachbarte Pfarrhaus von 1565 zählt zu den ältesten Gebäuden Nellingens, war Pfarrhaus bis 1838 und ist seit 1975 im Besitz der Stadt, die es 1980 grundlegend sanierte.
Auch das Propsteigebäude geht noch auf das 16. Jahrhundert zurück; die ältesten Gebäudeteile datieren aus der Zeit um 1500, das Gebäude entstand in seiner heutigen Form bis 1599. Zum Klosterhof zählen außerdem das Rathaus sowie der Fruchtkasten mit historischem Staffelgiebel.

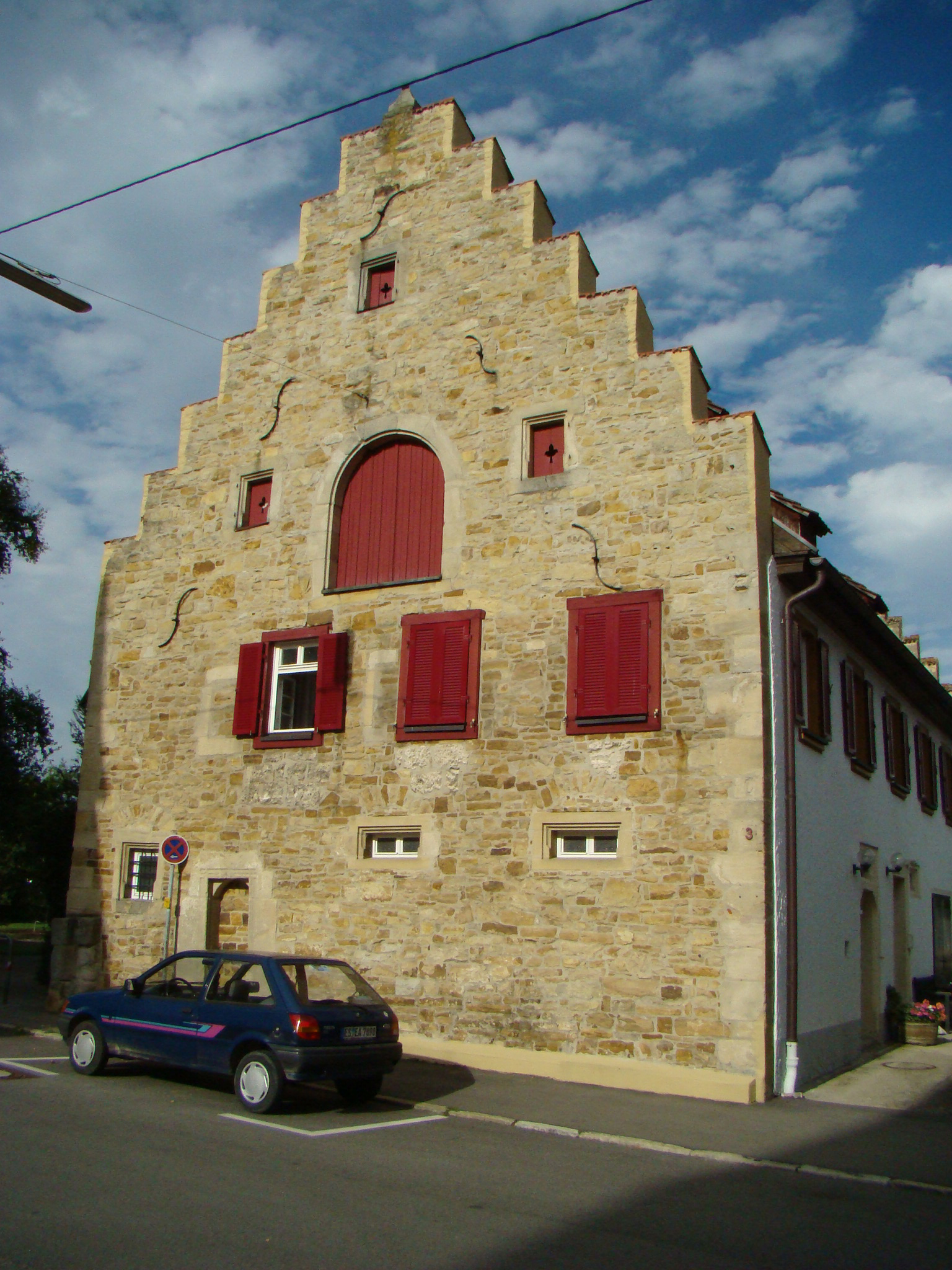
Fruchtkasten
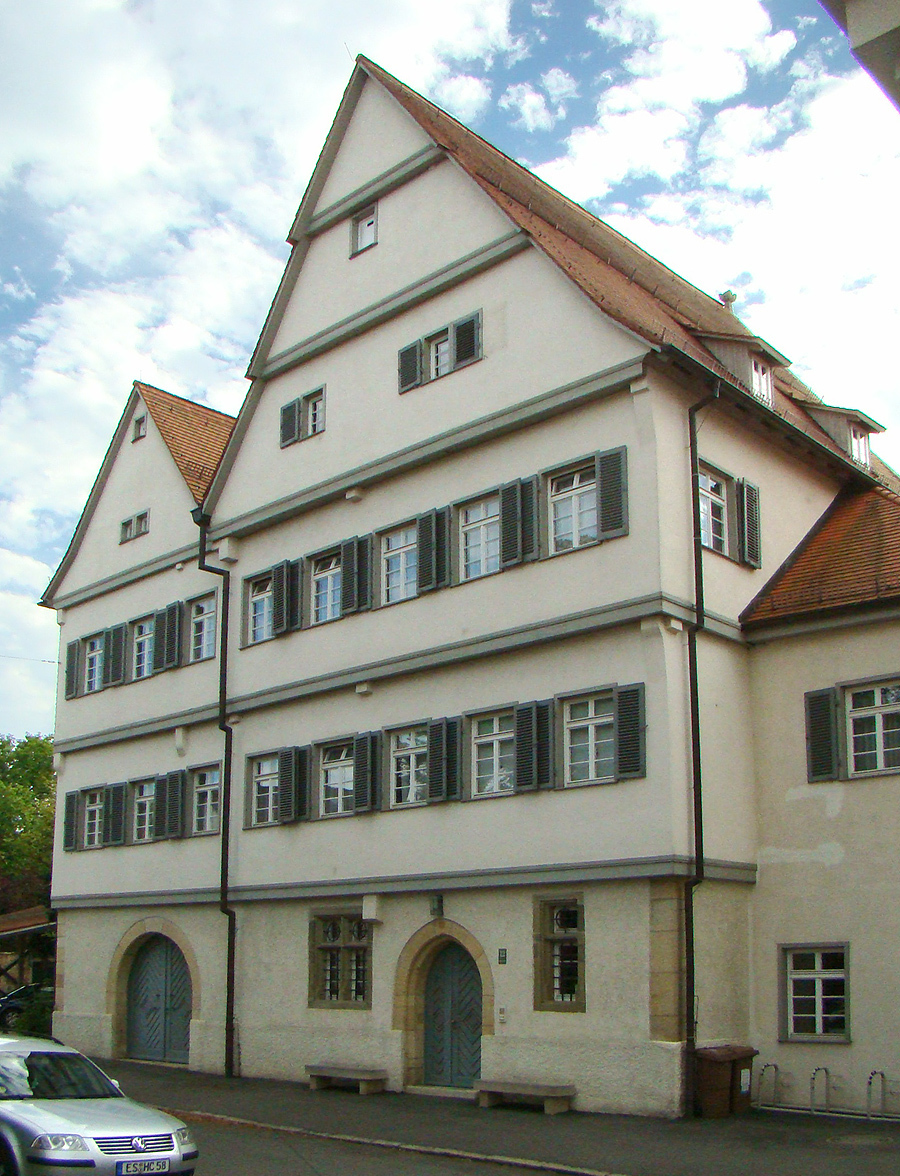
Propstei
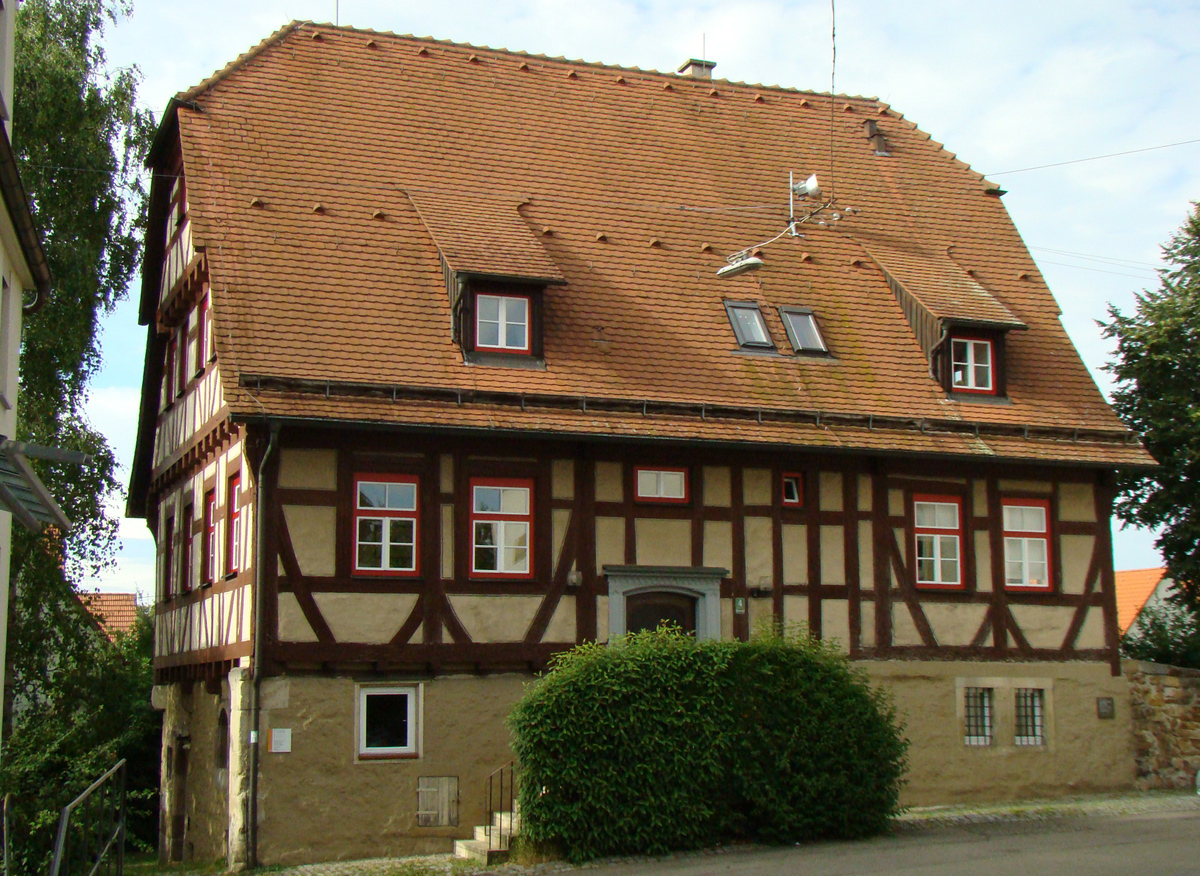
Pfarrhaus
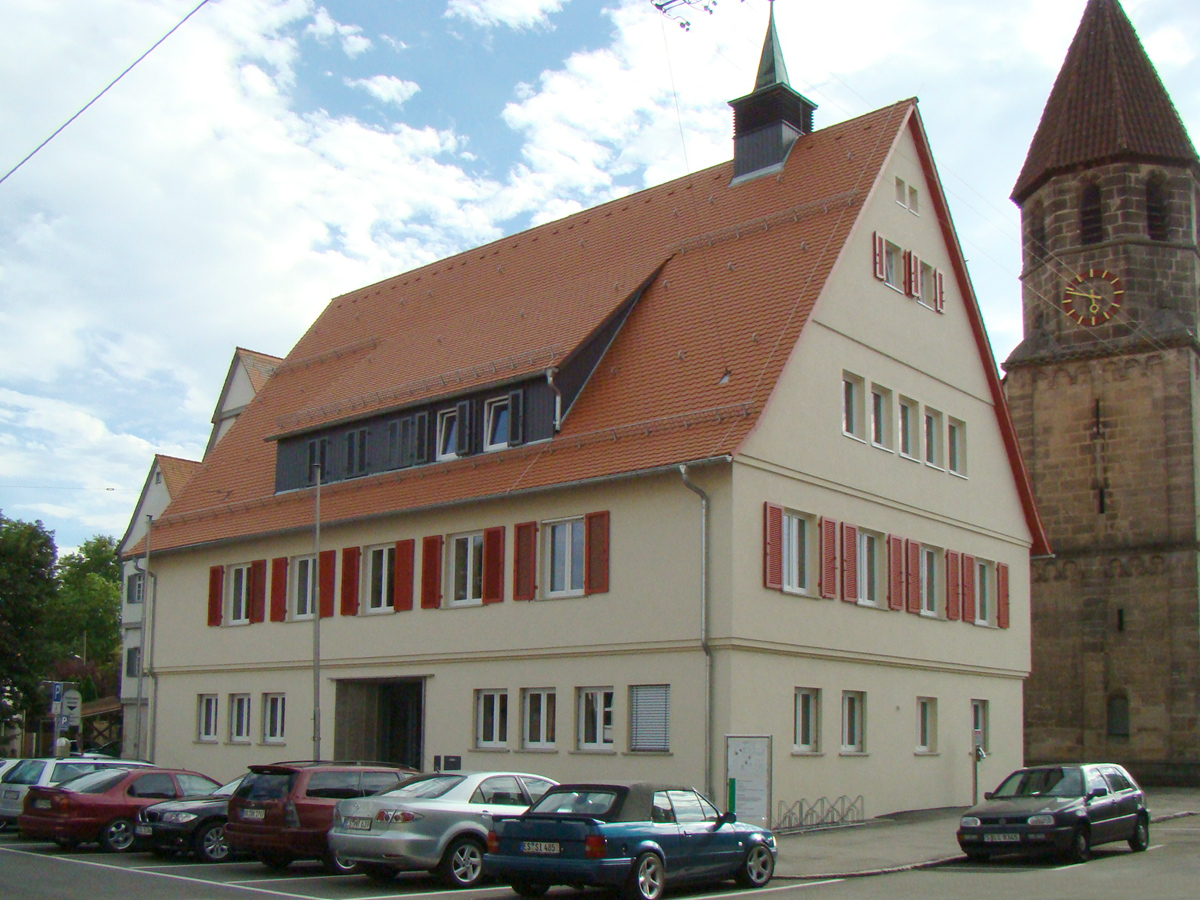
Rathaus

## Vereine
- Die 1898 gegründete Ortsgruppe Nellingen des Schwäbischen Albvereins wurde 1998 mit der Eichendorff-Plakette ausgezeichnet.

- Von 2016 bis 2019 spielte die Frauenhandballmannschaft des TV Nellingen in der Bundesliga.

## Verkehr
In Nellingen gibt es zwei Haltestellen (Technische Akademie, Ostfildern-Nellingen), die von den Linien der Stadtbahn Stuttgart bedient werden:
- Mönchfeld – Hauptbahnhof – Ruhbank/Fernsehturm – Heumaden – Ostfildern
- Vaihingen – Möhringen – Degerloch – Ruhbank/Fernsehturm – Heumaden – Ostfildern

Das 1995 eingeweihte Körschtalviadukt ist Teil der Ortsumgehung von Nellingen. Von 1926 bis 1976 bediente außerdem die Straßenbahn Esslingen–Nellingen–Denkendorf den Ort, in dem sie ihren Betriebsmittelpunkt hatte. 

## Wappen und Flagge

Flagge von Nellingen

| Wappen von Nellingen | Blasonierung: „Geviert von Silber und Rot.“                                                                                  |
| Wappen von Nellingen | Am 16. Februar 1967 wurde Nellingen auf den Fildern durch das Innenministerium eine Flagge in den Farben Weiß-Rot verliehen. |